# Tabanus siccus
Tabanus siccus är en tvåvingeart som beskrevs av Walker 1850. Tabanus siccus ingår i släktet Tabanus och familjen bromsar.
Artens utbredningsområde är Egypten. Inga underarter finns listade i Catalogue of Life.